# Podlesie (Mszana Dolna)
Podlesie – część miasta Mszana Dolna (SIMC 0961082), w województwie małopolskim, w powiecie limanowskim. 
Część miasta Mszana Dolna leżąca w jego północnej części pod lasem szczytu Lubogoszcz. 

## Turystyka
- Szlaki turystyczne:  z Jasienia na Lubogoszcz.[2]